# Chiesa di San Bartolomeo Apostolo (Sillano Giuncugnano)
La chiesa di San Bartolomeo Apostolo è la parrocchiale di Sillano, frazione-capoluogo del comune sparso di Sillano Giuncugnano, in provincia e arcidiocesi di Lucca; fa parte della zona pastorale della Garfagnana.

## Storia
La zona di Sillano venne evangelizzata nel III secolo, durante il pontificato di papa Eutichiano.
La chiesa venne costruita presumibilmente nel Quattrocento; da una pergamena redatta da papa Innocenzo VII si apprende che a chi contribuiva limosine per la fabbrica della Chiesa sarebbe stato concesso un secolo di indulgenze.
Dopo essere stata rimaneggiata nel Seicento, la parrocchiale fu interessata da un nuovo intervento di ammodernamento e di restauro tra il 1796 e il 1806.
Il terremoto della Garfagnana e della Lunigiana del 1920 arrecò delle lesioni all'edificio, il quale due anni dopo venne ripristinato con il rifacimento delle volte e il consolidamento delle pareti.
Nel 1934 la facciata fu rimodellata e nel 1956 la parrocchiale venne ristrutturata; negli anni settanta si procedette all'adeguamento alle norme postconciliari e nel 1984 il tetto subì un rimaneggiamento.

## Descrizione

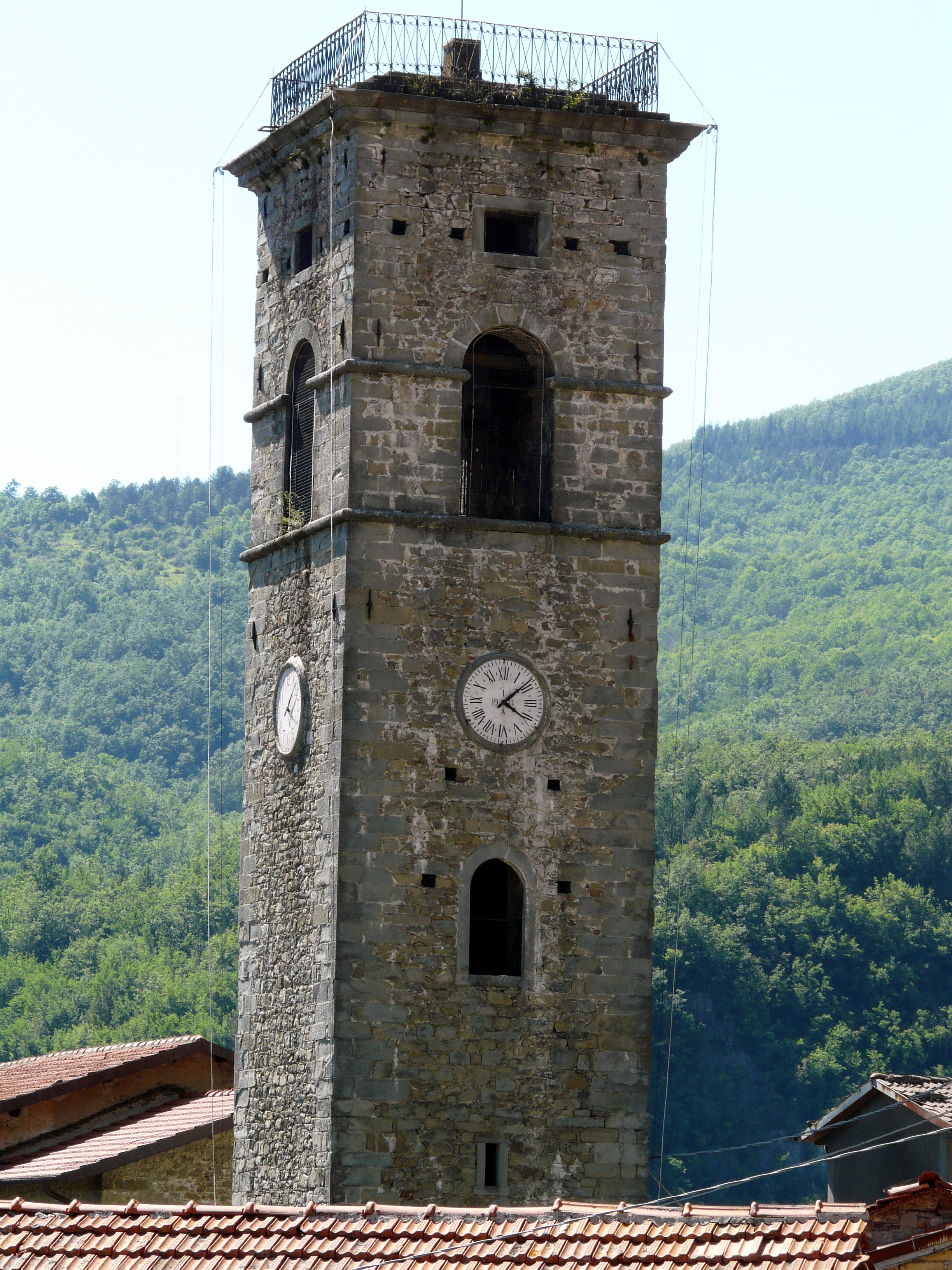
Il campanile

### Esterno
La facciata a capanna della chiesa, rivolta a ponente e tripartita da quattro lesene corinzie sorreggenti il frontone triangolare dentellato, presenta al centro il portale d'ingresso timpanato e sopra il rosone.
Annesso alla parrocchiale è il campanile a pianta quadrata, la cui cella presenta su ogni lato una monofora sormontata da una finestrella.

### Interno
L'interno dell'edificio si compone di un'unica navata, le cui pareti sono scandite da lesene sorreggenti il cornicione modanato sopra il quale si imposta la volta. 
Alle pareti sono tre interessanti altari  con edicola affiancata da volute sorreggenti telamoni in gesso dipinto. in uno di questi, di gustosa vivacità barocca, i telamoni sostengono a loro volta un fastigio spezzato abitato da putti ed aperto al centro dove è un cartellone con iscrizione. 
A uno di questi altari si trova l'opera di maggior pregio qui conservata, una tavola raffigurante la Madonna col Bambino tra i Santi Sisto e Caterina d'Alessandria, forse eseguita negli anni trenta del XVI secolo
Al termine dell'aula si sviluppa il presbiterio, rialzato di alcuni gradini e chiuso da una scarsella.